# Frank - Remixes
Frank - Remixes è un EP della cantante britannica Amy Winehouse, pubblicato nel 2007.
L'EP contenente versioni remix dei singoli Fuck Me Pumps, Stronger Than Me, In My Bed e Take the Box. I quattro brani originali sono contenuti nell'album di debutto della cantante, Frank.

## Tracce
1. Fuck Me Pumps (Mylo Remix) – 4:51
2. Fuck Me Pumps (MJ Cole Remix) – 5:54
3. Stronger Than Me (Harmonic 33 Mix) – 3:41
4. In My Bed (Bugz In The Attic Vocal Mix) – 5:57
5. In My Bed (Bugz In The Attic Dub) – 7:21
6. Take the Box (Mix Seijis Buggin) – 7:46
7. Take the Box (Dub Seijis Buggin) – 4:35